# 吕考尼亚语
吕考尼亚语是一种分布在吕考尼亚的未分类语言。其在斯特拉波时代似乎有着独特的民族，但归属不明。《使徒行传》（Acts 14:11–12）提到了吕考尼亚语，表明到公元50年左右，吕考尼亚当地人仍在使用这种语言。
“吕考尼亚”据信是希腊语（受希腊语人名Lycaon的影响）对原名Lukkawanna的改写，在某种古安纳托利亚语族语言中的原意为“Lukka人之地”。
值得注意的是，《使徒行传》中，巴拿巴被称为“宙斯”，而保罗则被吕考尼亚人称作赫耳墨斯。